# HPLC-MS
La cromatografia liquida ad alta prestazione-spettrometria di massa, comunemente indicata con la sigla HPLC-MS o HPLC/MS (dall'inglese high performance (un tempo "pressure") liquid chromatography-mass spectrometry), è la tecnica analitica basata sull'utilizzo dell'HPLC accoppiata alla spettrometria di massa. L'HPLC separa i composti presenti nel campione, mentre lo spettrometro di massa è impiegato come rivelatore.
L'HPLC-MS è una delle tecniche di cromatografia liquida più usate in chimica analitica tanto che il termine generico LC-MS è usato come sinonimo comunemente.